# Leonard Rybarski
Leonard Rybarski (ur. 31 października 1892 w Żywcu, zm. 6 lipca 1915) – porucznik Legionów Polskich (1914–1918), kawaler Orderu Virtuti Militari.

## Młodość
Leonard Rybarski kształcił się w c.k. szkole realnej w Żywcu. Szkołę ukończył w roku 1912 i należał do pierwszego rocznika jej absolwentów. W czasach szkolnych prowadził aktywne życie społeczne i sportowe. Należał do drużyny piłkarskiej Sokoła w Żywcu. Jako napastnik 20 września 1910 strzelił pierwszą bramkę w historii klubu i żywieckiego footballu w ogóle. W szkole został pierwszym prezesem czytelni im. Juliusza Słowackiego. Był twórcą i przewodniczącym żywieckiej tajnej organizacji Polska Organizacja Bojowa (powstała w oparciu o założone w czerwcu 1910 r. przez Mieczysława Rybarskiego tajne koło Organizacji Młodzieży Niepodległościowej „Zarzewie”, do którego Leonard należał).
Jeszcze w 1912 roku Leonard Rybarski podjął studia na Uniwersytecie Jagiellońskim w Krakowie na Wydziale Filozofii. Studiował do czasu wybuchu I wojny światowej.

## Związek Strzelecki
Na studiach zetknął się szerzej z rozwijającym się w Galicji ruchem strzeleckim. Podjął działalność w Polskich Drużynach Strzeleckich i począł czynić działania, aby ideę strzelecką zaszczepić w swoim rodzinnym mieście. Pomoc w tworzeniu zrębów „Strzelca” w Żywcu okazali mu późniejszy major legionów Włodzimierz Józef Mężyński (sekretarz powiatowej Kasy Chorych) oraz magister farmacji Juliusz Łopatka. Apteka Szczepańskiego w Zabłociu, w której pracował J. Łopatka stała się centrum, do którego zgłaszali się ochotnicy oraz mieszkańcy, którzy chcieli wesprzeć „Strzelca” swoją wiedzą oraz posiadanymi materiałami. Towarzystwo Strzeleckie w Żywcu zostało powołane 11 marca 1913 roku (od roku 1914 pod nazwą Związek Strzelecki). Leonard Rybarski został jego komendantem.
Gdy w początkach sierpnia 1914 r. przyszło odpowiedzieć na wezwanie do walki o wolność, Leonard Rybarski ze swoimi strzelcami zmobilizował się błyskawicznie. Już 7 sierpnia jego strzelecka kompania, licząca według różnych źródeł od 127 do 150 ochotników (tzw. I kompania żywiecka) stawiła się na żywieckim Rynku gotowa do wymarszu. Leonard Rybarski stojąc przed frontem kompanii podjął przyrzeczenie, że „powróci do wolnej Polski lub zginie”. Wśród ogólnego entuzjazmu i wzruszenia mieszkańców – Leonard Rybarski, który przyjął pseudonim bojowy „Słowacki” odmaszerował, odprowadzany przez mieszkańców do Lasku Św. Wita, przez Przełęcz Kocierską i przez Zator, na koncentrację do Krzeszowic.
Tak zapamiętał te chwile jeden z uczestników:

Stoją strzelcy ustawieni plutonami w czworobok. Z boku sztandary stowarzyszeń, cechów i bractw. Przed pierwszym plutonem kompanii stoi Rybarski „Słowacki”, składa przyrzeczenie, że wróci do wolnej Polski lub zginie. Żegna nas przemową przedstawiciel miasta. Gdy ktoś zaintonował pieśń za umarłych „Witaj Królowo Nieba...”, ogólny szloch podniósł się wokoło. (…) Już pożegnałem ich spojrzeniem, gdy pada rozkaz. Zwijamy się w kolumnę czwórkową i maszerujemy w kierunku na Stary Żywiec w takt orkiestry.

## Legiony Polskie
Żywieccy strzelcy w składzie grupy Mieczysława Ryś-Trojanowski przekroczyli kordon w nocy z 12 na 13 sierpnia, zaś 16 sierpnia stanęli w Kielcach. Kompania żywieckich strzelców weszła w skład 1 pułku piechoty I Brygady Legionów Polskich a L. Rybarski został dowódcą I plutonu 3 kompanii II batalionu.
Leonard Rybarski przeszedł szlak bojowy od Bednar do Urzędowa. Ze swymi ludźmi brał udział w ciężkich walkach z Rosjanami prowadzonymi jesienią 1914 na terenie Królestwa, a potem w obronie linii Dunajca, w krwawej bitwie pod Łowczówkiem, gdzie wielokrotnie ścierano się na bagnety. Dowodził wtedy plutonem w 2 kompanii. Nominację oficerską na stopień podporucznika otrzymał 9 października 1914 r. w 1 pułku piechoty podczas postoju oddziałów Komendanta Piłsudskiego w Jakubowicach.
Stopień porucznika i przydział na dowódcę 2 kompanii Leonard Rybarski otrzymał 1 stycznia 1915 roku. W marcu 1915 roku podczas walk nad Nidą był dowódcą kompanii w I batalionie 5 pułku piechoty. Jeszcze przed majową bitwą pod Konarami został ranny.

## Śmierć
Rybarski poległ 6 lipca 1915 r. postrzelony w głowę w okolicach Urzędowa, jako dowódca kompanii II batalionu 5 pułku piechoty. Tak opisuje to we wspomnieniach ówczesny kpt. Tadeusz Kasprzycki (gen. T. Kasprzycki, Kartki z dziennika oficera I Brygady):

O godz. 2.30 mjr Berbecki melduje: patrole do drutów nie doszły, silnie ostrzelane straciły 1 zabitego, 5 rannych (w II. batalionie) (…) Zabity por. Rybarski w II. batalionie (…).

Zwłoki bohatera sprowadzono z pola walki do Żywca i uroczyście pochowano w grobie rodzinnym na Cmentarzu Przemienienia Pańskiego w marcu 1916. Pośmiertnie nadano mu order wojskowy „Virtuti Militari" V klasy.

## Ordery i odznaczenia
- Krzyż Srebrny Orderu Wojskowego Virtuti Militari nr 6486 – pośmiertnie, 17 maja 1922[4][5][6]